# Матвеев, Всеволод Николаевич
Все́волод Никола́евич Матве́ев (30 декабря 1906, Москва — 8 сентября 1973, Москва) — советский учёный в области аэродинамики, механики полёта и систем автоматического управления самолётами.

## Биография

### Ранние годы
Всеволод Матвеев родился в 30 декабря 1906 года в Москве. В 1930 году окончил МГУ.

### Работа в ЦАГИ
С 1940 года в ЦАГИ имени Н. Е. Жуковского. Во время войны в должности начальника отдела работал над совершенствованием аэродинамических характеристик боевых самолётов для фронта.
В рамках работ для фронта в аэродинамических трубах ЦАГИ исследовались все основные типы боевых самолётов, по результатам продувок выявлялись недостатки и улучшались характеристики аэродинамики, охлаждения двигателей, параметры взаимодействия воздушных винтов и авиационных моторов. В результате выполненных с участием Матвеева работ скорости полёта был увеличены в среднем на 40-50 км/ч, улучшены характеристики устойчивости и управляемости самолётов ОКБ С. А. Лавочкина, А. С. Яковлева и С. В. Ильюшина.
В послевоенное время участвовал в работах ЦАГИ по исследованию аэродинамических компоновок самолётов для сверхзвуковых скоростей полёта. С 1947 года Матвеев совместно с Г. С.  Бюшгенсом занимался исследованиями в аэродинамической трубе экспериментальной модели самолёта «5» конструкции М. Р. Бисновата с крылом стреловидностью 45 градусов, ракетным двигателем и автоматической системой управления полётом. Модель по результатам испытаний показала возможность достижения скорости в 1,4—1,45 Маха.
В 1947 году Матвеев защитил диссертацию на соискание учёной степени доктора технических наук.

### Работа в ЛИИ
В 1950 году Матвеев перевёлся на работу в Лётно-исследовательский институт (ЛИИ). Там он работал в должностях начальника лаборатории и заместителя начальника отделения. Работу в ЛИИ он начинал в лаборатории 20 отделения 2 по тематике устойчивости и управляемости самолётов. 
В период работы в ЛИИ Матвеев вместе с В. С. Ведровым и Г. С. Калачёвым сделал заметный вклад в развитие методов лётных испытаний в части лётной оценки динамики и управляемости самолёта по записи в полёте параметров различных неустановившихся форм движения самолёта. В 1952—1955 годах под его руководством была проведена работа по исследованию влияния характеристик самолёта на возмущаемость его полёта в условиях турбулентности. Для этого был поставлен лётный эксперимент, в котором использовалась летающая лаборатория (ЛЛ) на базе самолёта Ли-2. Результаты этой работы послужили основой для наиболее известной монографии Матвеева:  Расчёт возмущённого движения самолёта. — М.: Оборонгиз, 1960..
В 1956 году в ЛИИ начались лётные исследования в обеспечение создания самолётов вертикального взлёта и посадки (СВВП). Для этого под руководством Матвеева была создана ЛЛ на базе самолета  МиГ-17, оборудованная струйными элеронами. Проведённые на ЛЛ исследования позволили обосновать потребный уровень эффективности газовых и струйных рулей для СВВП, а также показали необходимость автоматических средств стабилизации на режимах взлета, висения, движения с малой скоростью и посадки. В этих работах также активно участвовали Е. Н. Торопченко и лётчик-испытатель Я. И. Верников. На основе полученных результатов под руководством Матвеева к 1957 году была создана оригинальная ЛЛ — летательный аппарат «Турболёт» для изучения динамики и управляемости СВВП на околонулевых скоростях полета. 
Примерно в тот же период в филиале ЛИИ велись работы по проектированию, летным исследованиям и испытаниям пилотажно-навигационного оборудования (ПНО) и систем отображения информации в кабинах самолётов. Эти работы по мере их расширения потребовали развития филиала. Поэтому в 1965 году в составе филиала ЛИИ было создано отделение 9 по научной тематике ПНО путём объединения профильного подразделения филиала с лабораторией 20, которой к тому времени руководил Матвеев. Впоследствии, в 1983 году, на базе филиала ЛИИ был создан специализированный институт НИИАО, а отделение 9 вошло в состав ЛИИ под руководством Е. Г. Харина, у которого Матвеев стал заместителем (работал в этой должности с 1965 по 1973 годы).
В новом отделении Матвеев осуществлял научное руководство исследованиями на ЛЛ Як-25 с системой дистанционного управления и элементами улучшения устойчивости самолёта. Эти работы продемонстрировали большие возможности для улучшения устойчивости и управляемости скоростных самолётов. Участниками этих работ были также: В. С. Луняков (ответственный исполнитель), В. А. Проворов, В. В. Соловьев, Ю. Г. Шаповал, ведущим лётчиком-испытателем был А. А. Щербаков.
К 1965 году в отделении 9 были созданы две научные лаборатории по сходной проблематике систем автоматического управления: одна занималась вопросами управления тяжёлыми самолётами (под руководством Матвеева), а другая — маневренными самолетами (под руководством Лунякова). Под руководством Матвеева был отработан первый отечественный комплекс ПНО «Полет-1» для магистральных пассажирских самолетов  Ил-62, транспортного Ан-22. Был сделан вклад в разработку идеологии и принципов построения, лётные исследования и испытания комплекса на ЛЛ и опытных отечественных самолётах. Также была проведена наземная лётная отработка автоматической бортовой системы управления (АБСУ) для самолётов Ту-154, Ту-144, Ту-95.

### Научно-педагогическая деятельность
Матвеев занимался и преподавательской работой. В 1955—1965 годах был первым заведующим кафедрой лётных испытаний МФТИ, профессор (1957). 

### Смерть
Всеволод Николаевич Матвеев умер 8 сентября 1973 года в Москве, он похоронен на Введенском кладбище (4 уч.).

## Награды и звания
- Орден Ленина (1945)[16]
- Три ордена Трудового Красного Знамени[6]
- Сталинская премия 2 степени (22 марта 1943)[6] — за разработку «Руководства для конструкторов» (опубликовано в нескольких томах в 1940, 1941 и 1942 годах)
- Сталинская премия 3 степени (1951)[6] — за работу в области самолётостроения
- Заслуженный деятель науки и техники РСФСР (1967)[6]
- Инженер-подполковник авиации[17]